# Янченко, Владимир Тимофеевич
Владимир Тимофеевич Янченко (15 июня 1925 — 25 декабря 1995) — советский хозяйственный и политический деятель.

## Биография
Родился в 1925 году в селе Алексеевка Матвеево-Курганского района Ростовской области.
Участник Великой Отечественной войны: командир миномётного расчёта 1-й миномётной роты 527-го стрелкового Мелитопольского полка 118-й стрелковой Мелитопольской дивизии. Демобилизован в июне 1946 года.
Член КПСС. В 1953 году окончил Николаевский кораблестроительный институт.
В 1950—1967 гг. — мастер, начальник цеха, в 1967—1980 гг. — директор завода «Красный гидропресс» Министерства судостроительной промышленности СССР.
Под руководством В. Т. Янченко было осуществлено техническое перевооружение завода, освоено 168 новых конструкций и технически сложных машин для судостроения.
В 1980—1987 гг. — начальник Северо-Кавказского Главного территориального управления Госснаба ССCP.
Делегат XXVII съезда КПСС (1986 года).
Умер в 1995 году в Ростове-на-Дону. Похоронен на аллее Славы городского кладбища Таганрога.

## Награды
- Орден Ленина
- Орден Октябрьской Революции
- Орден Отечественной войны II степени
- Орден Знак Почёта
- Орден Славы III степени (1944)
- медали.